# Hełm kirasjerski

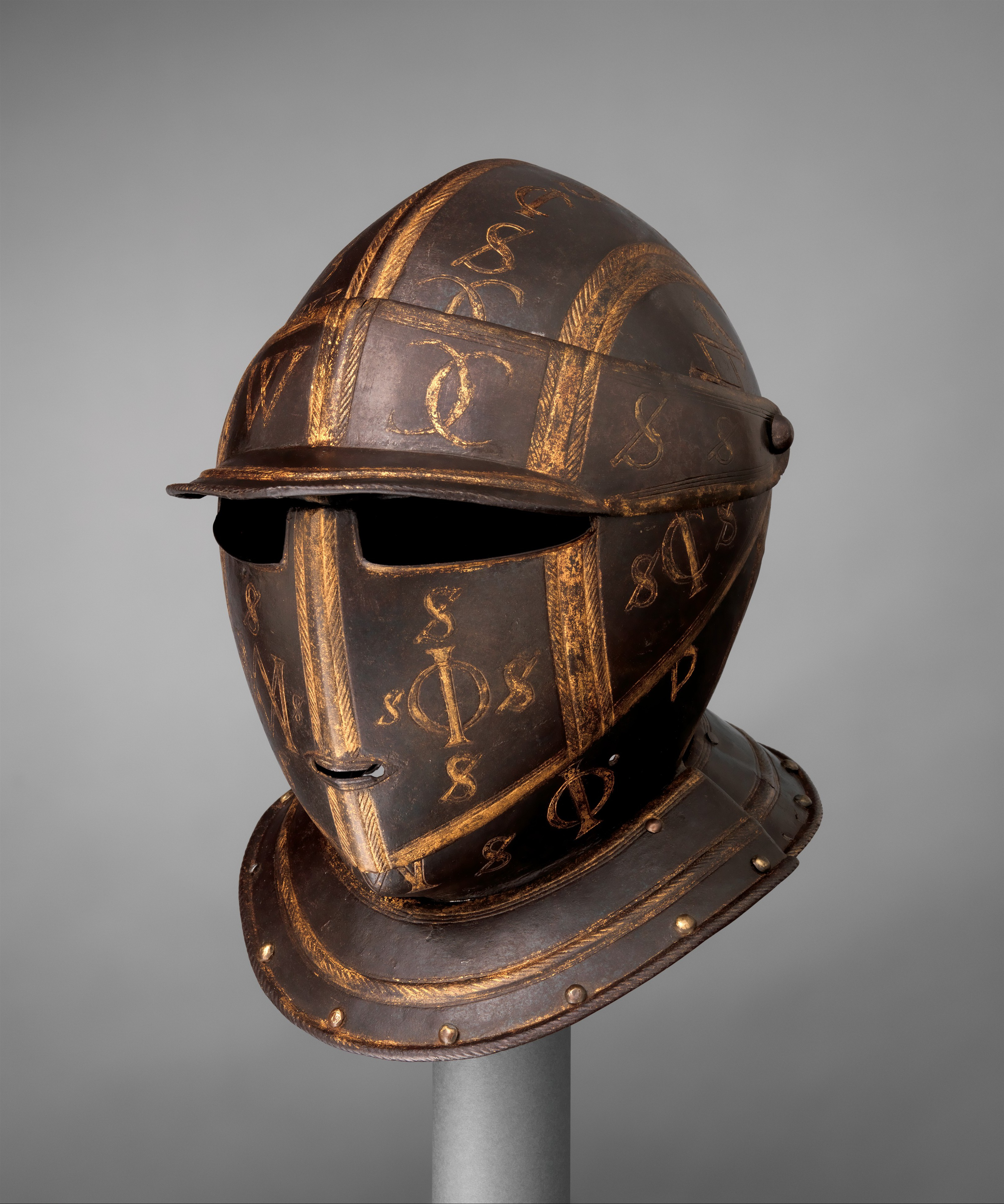
Renesansowy hełm kirasjerski

Hełm kirasjerski – zachodnioeuropejski hełm typu zamkniętego z przełomu XVI i XVII w., stosowany do zbroi kirasjerskiej.

## Charakterystyka
Forma hełmu wywodzi się od szturmaka i charakteryzuje się dzwonem tworzącym jednolitą całość z obojczykiem, zaopatrzonym w stalowy pierścień, daszkiem oraz zasłoną w postaci kratki z pionowo ustawionymi pasmami metalowymi lub z zasłony ze szparami wzrokowymi i otworami oddechowymi.